# اوبری وید
اوبری وید (انگلیسی: Aubrey Wade؛ زادهٔ ۱۹۷۷ (۴۷–۴۸ سال)) عکاس اهل انگلستان است.